# Orientilla jabalpurensis
Orientilla jabalpurensis (лат.) — вид ос-немок рода Orientilla из подсемейства Dasylabrinae.

## Распространение
Индия.

## Описание
От близких видов отличаются следующими признаками (описаны по самке ♀, самцы неизвестны): задние бледные волосковые полосы на тергитах T1 и T2 медиально прерываются; медиальное бледное пятно тергита T2 маленькое, расстояние между медиальным пятном и задней полосой превышает диаметр пятна; плечевой киль острый; тергит Т2 несёт светлое медиальное пятно; задняя половина Т2 покрыта полной или медиально прерывистой бледной полосой; ноги в основном буровато-чёрные; тергит T1 шире своей длины; голова и грудь красные, брюшко чёрное. Медиальное возвышение наличника образует субтреугольную область. Мезоплеврон равномерно выпуклый и без вертикального киля; пунктировка тела крупная плотная, тергит T2 продольно пунктирован. Метасомальный сегмент 1 петиолевидный. Вид был впервые описан в 2016 году, а его валидный статус подтверждён в ходе ревизии, проведённой в 2023 году японским энтомологом Juriya Okayasu (Университет Хоккайдо, Саппоро, Япония).